# Josef Eduard Bešta
Josef Eduard Bešta, narozen jako Josef Pešta (22. dubna 1875 Plzeň - 16. února 1903 Plzeň), byl český malíř.

## Život
Narodil se v Plzni v rodině dělníka Václava Pešty a jeho ženy Kateřiny Zahoříkové. Vystudoval dva ročníky umělecko-průmyslové školy a v letech 1893–1896 studoval na pražské malířské akademii, od 2. semestru ve školním roce 1893/1894 u prof. M. Pirnera, v následujícím škol. roce 1894/1895 pokračoval u téhož profesora a následně ve školním roce 1895/1896 ebsolvoval I. semestr u prof. V. Hynaise.  V dalším studiu pokračoval v roce 1900 v Mnichově na malířské akademii v grafické škole u prof. Petera von Halma. Po návratu z Mnichova krátce pobýval v Plzni a v roce 1903 zemřel na následky zánětu mozkových blan. Pohřben byl na hřbitově u kostela sv. Václava dnes Ústředním hřbitově v Plzni.

## Dílo
Josef Bešta obesílal od roku 1897 výstavy Krasoumné jednoty, povětšinou figurální studie z Plzeňska. Malíř byl zjevně ovlivněm Němejcovým příkladem. Jeho rané práce, většinou kresby jsou dnes uloženy v Národopisném muzeu Plzeňska a Západočeské galerii v Plzni, jedná se však patrně o jediná dochovaná díla.

### Figurální studie z plzeňského kraje
- Sedlák z Plzeňska
- Děvče z Plzeňska
- Česká muzika
- Litičanka

### Ostatní
- Návrh vlysu pro městské divadlo v Plzni (1898)

## Díla umístěná v českých galeriích a muzeích
- Západočeská galerie v Plzni[6]
  - Česká muzika, akvarel, karton
  - Studie dívčích hlav (1895), akvarel, uhel, křída, karton[7]
  - Podobizna ženy (kolem 1895), tuš, lepenka
  - Jeptiška (kolem 1898), akvarel, papír

- Národopisné muzeum Plzeňska (výběr)
  - "Houdek" (klarinetista) akvarel (skica)
  - Kostel ve Žďáru u Blovic a jiné studie
  - Sedlák se selkou (studie)
  - Sedící hoch (studie)
  - Hráči karet (studie)
  - Obuvník (studie)
  - Stará sehnutá selka (studie)
  - Jeptiška (perokresba)
  - Starý muž (kresba tuší)

a několik dalších

## Galerie

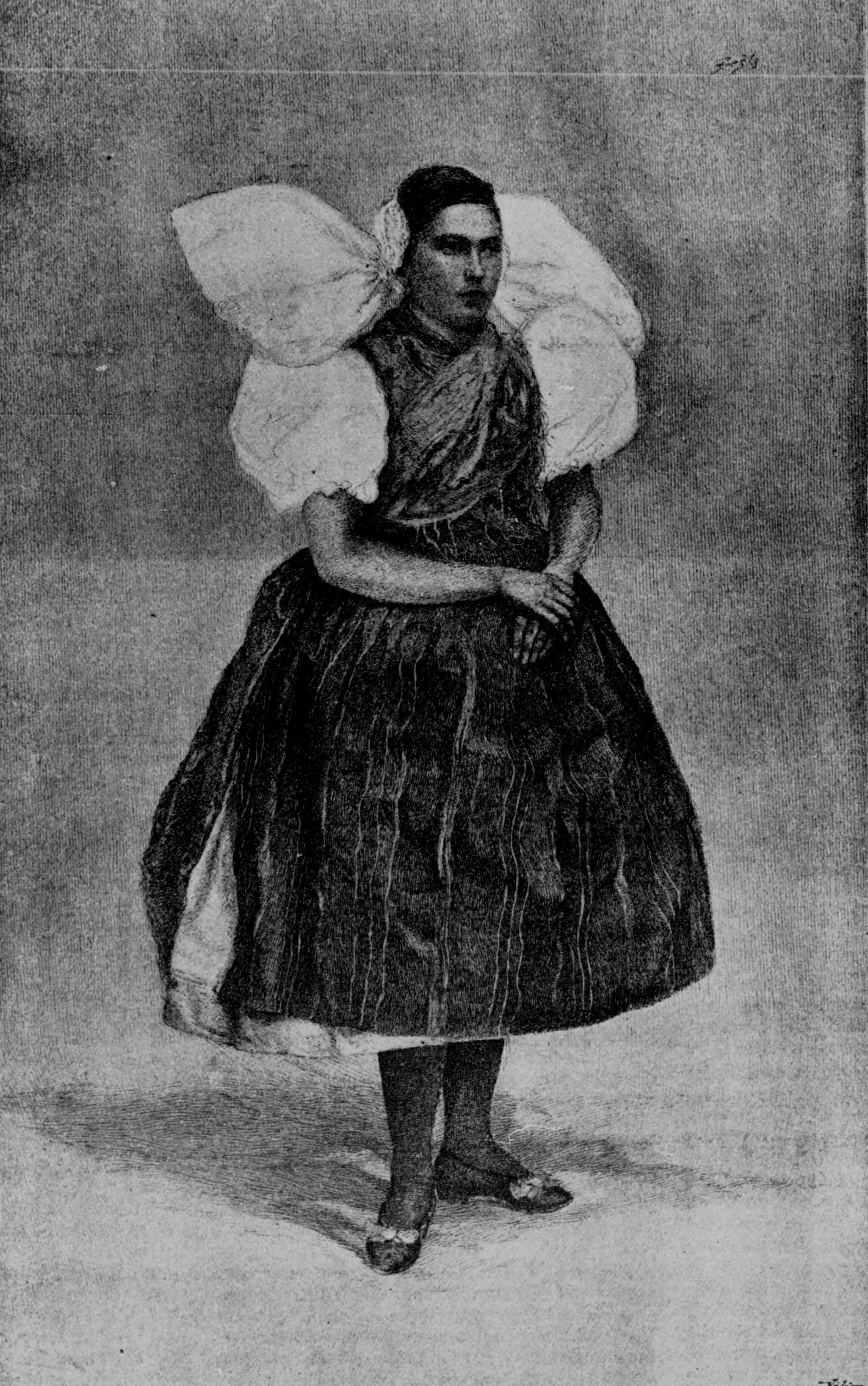
Selka z Plzeňska (kol. 1898)
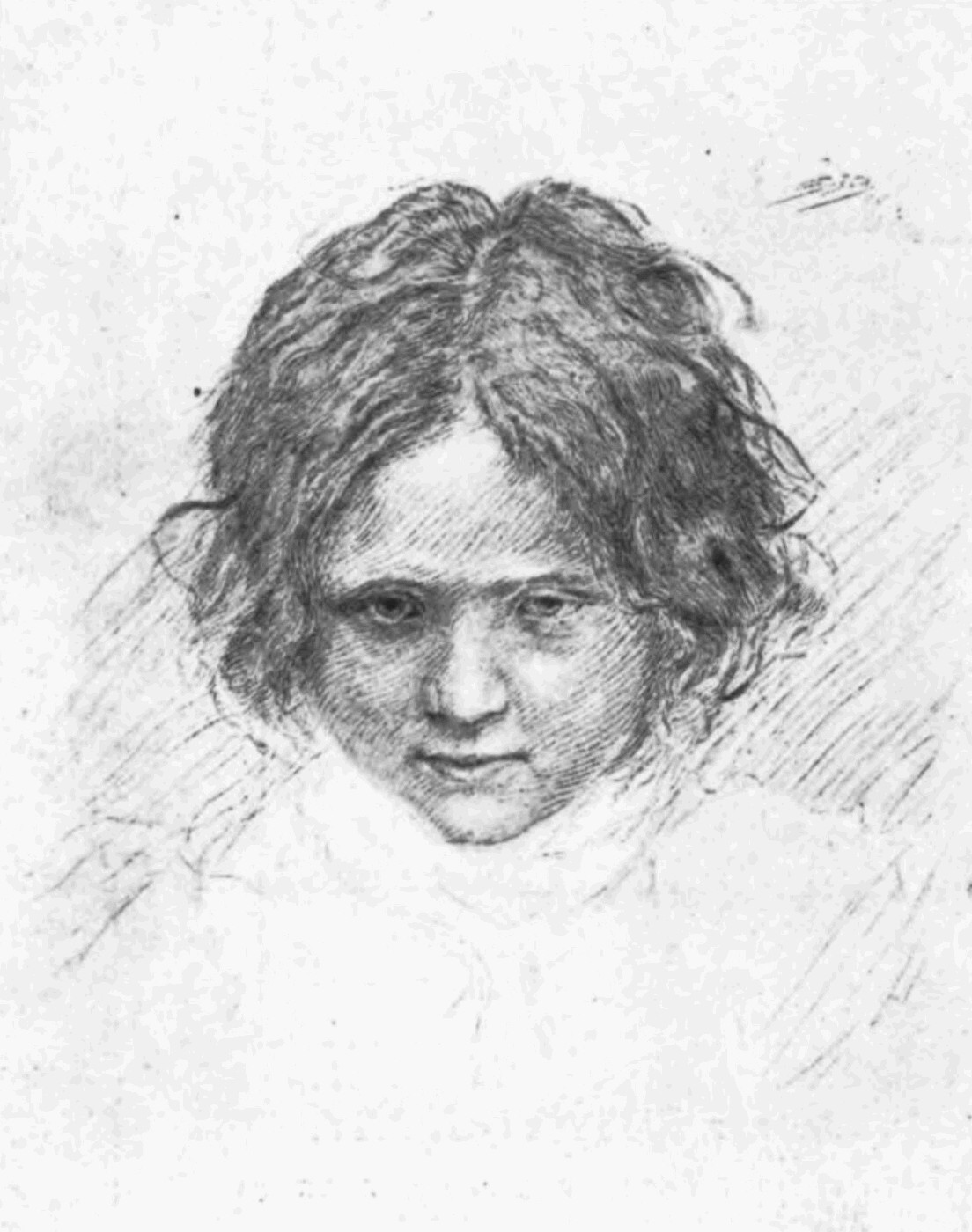
Družička, studie „K procesí“ (kol. 1899)
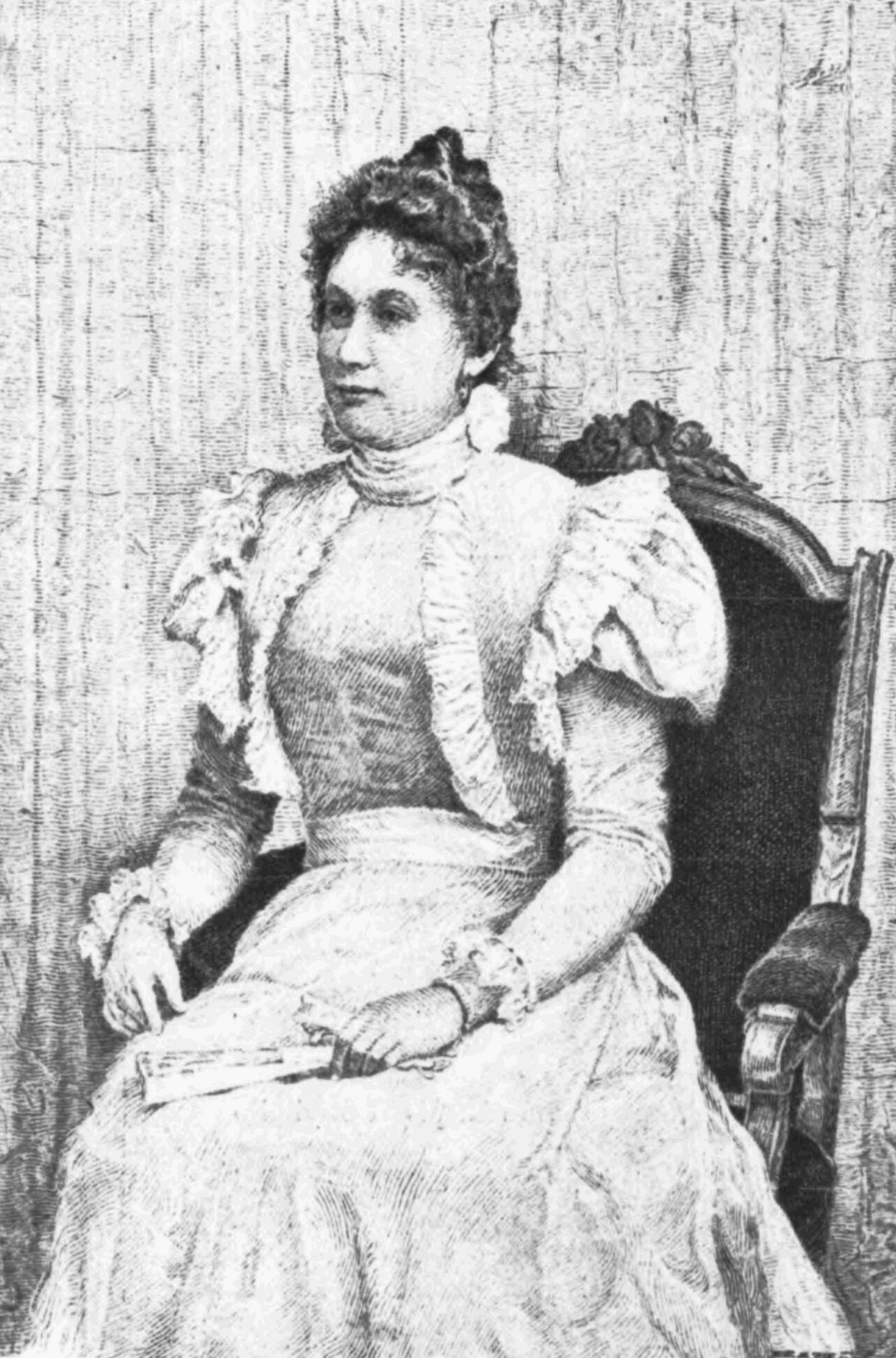
Podobizna paní P. (kol. 1899)
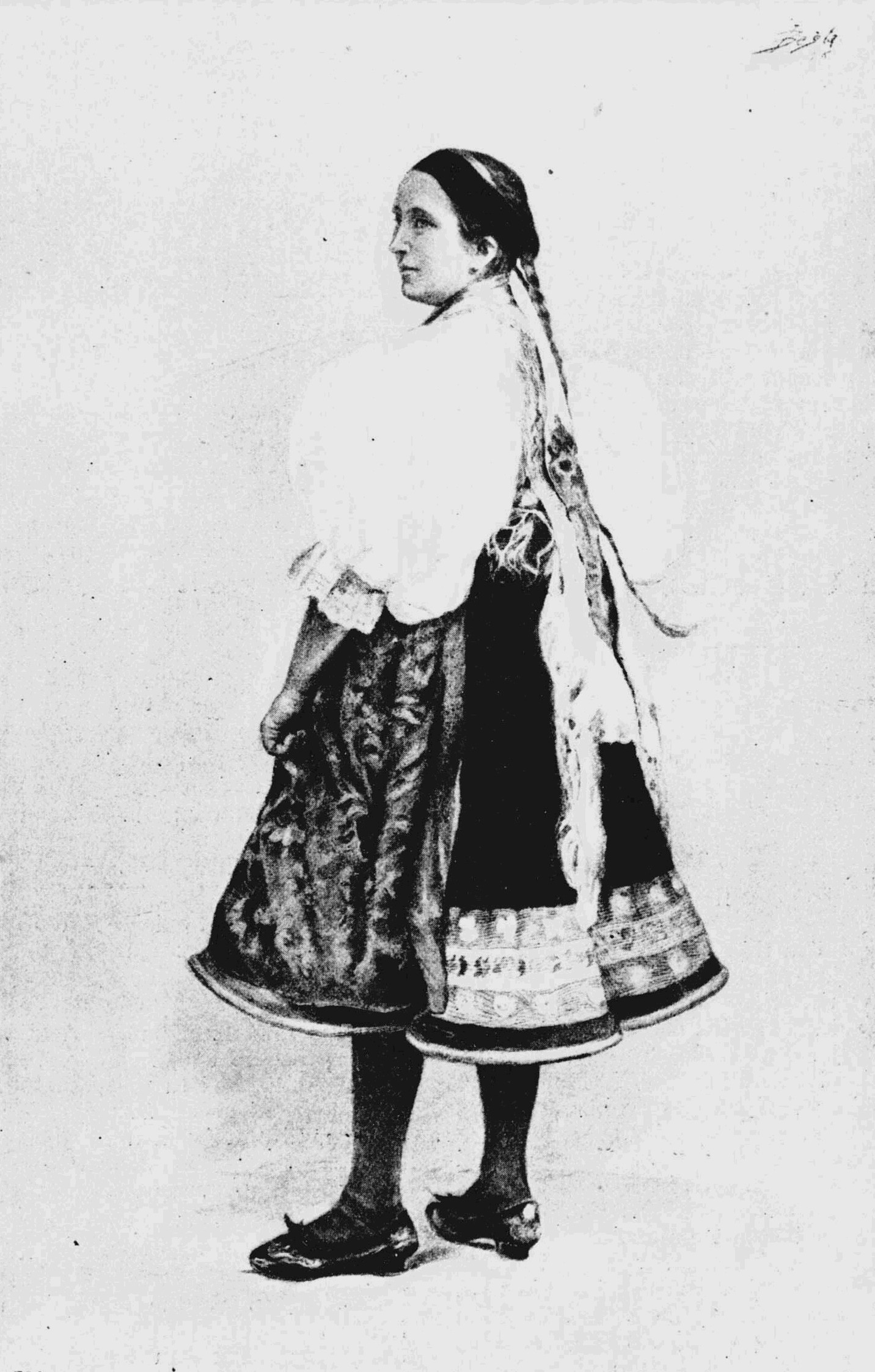
Lužičanka (kol.1898)
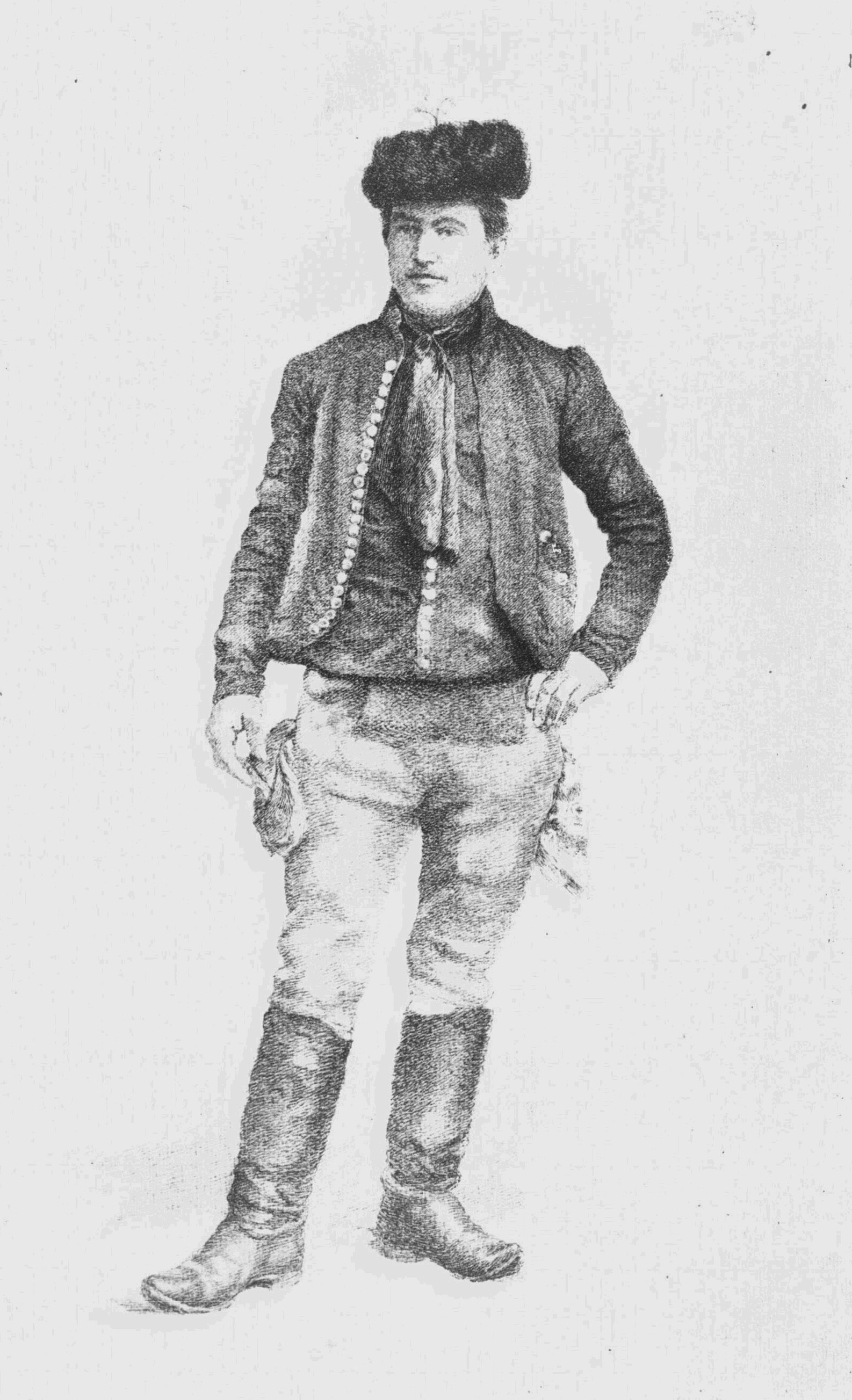
Mužský typ selský z Plzeňska (kol.1897)
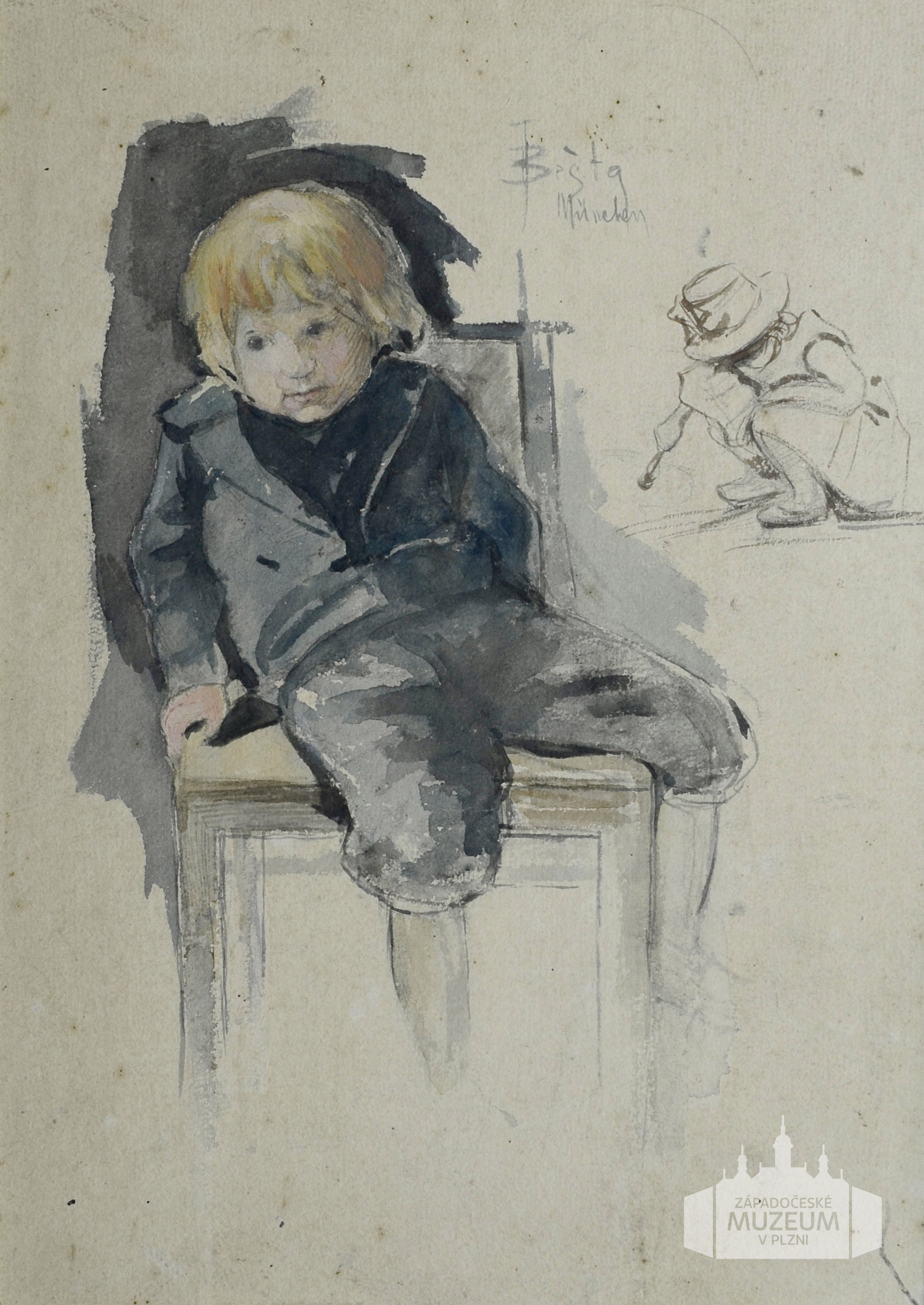
Studie sedícího hocha (kolem 1900), Národopisné muzeum Plzeňska